# 1113
1113 (MCXIII) a fost un an obișnuit al calendarului iulian.

## Evenimente
- 15 februarie: Aflat la Benevento, papa Pascal al II-lea acceptă înființarea de către Gerard Tenque a Ordinului cavalerilor Spitalului Sfântului Ioan (Ordinul ospitalierilor), pentru protejarea pelerinilor creștini către Țara Sfântă.
- 16 aprilie: Ca urmare a morții cneazului Sviatopulk al II-lea, începe o puternică revoltă populară în statul kievean, în urma căreia Vladimir al II-lea "Monomahul" este proclamat mare cneaz de către popor, pentru a reglementa situația fiscalității.
- 28 iunie: Victorie a atabegului de Mosul, Mawdud, la Sinn al-Nabra asupra regelui Balduin I al Ierusalimului; pericolul este înlăturat ca urmare a sosirii de ajutoare din Antiohia și Tripoli.
- 2 octombrie: Atabegul de Mosul, Mowdud, retras la Damasc, este asasinat, probabil din ordinul atabegului de Damssc, Tughtekin.

### Nedatate
- martie: Tratatul de la Gisors (Vexin) dintre Anglia și Franța; regele Ludovic al VI-lea al Franței recunoaște suzeranitatea Normandiei asupra Maine și Bretagne.
- martie-septembrie: Puternică secetă în Franța.
- decembrie: După moartea emirului Ridwan, partizanii din Alep ai sectei asasinilor sunt uciși, la instigarea cadi-ului Ibn al-Khashshâb.
- Este emisă charta comunală din Amiens.
- Prima atestare documentară a orașului Oradea.

## Arte, științe, literatură și filozofie
- Este întemeiat colegiul Sfântul Nicolae din Novgorod, de către cneazul Mstislav.
- Filosoful Pierre Abelard își deschide propria școală, la Paris.
- Prima mărturie epigrafică folosind alfabetul birmanez: dedicația prințului Yamazukar către tatăl său, Kyanzittha, aflat pe patul de moarte, pe inscripția de la Myazedhi.
- Se întemeiază abația La Ferte, de către cistercieni.

## Înscăunări
- 2 octombrie: Ak Sonqor Bursuqi, atabeg de Mosul.
- 10 decembrie: Alp Arslan, emir selgiucid de Alep (1113-1114).
- 16 aprilie: Vladimir al II-lea "Monomahul", mare cneaz de Kiev (1113-1125)
- Suryavarman al II-lea, împărat al Imperiului Khmer (1113-1152).

## Nașteri
- 11 ianuarie: Wang Chongyang, filosof daoist chinez și fondator al școlii Quanzhen (d. 1170)
- 24 august: Geoffroi al V-lea (Geoffroi Plantagenet), conte de Anjou și de Maine, duce de Normandia, rege de Ierusalim, fondatorul dinastiei Plantagenet din Anglia (d. 1151)
- Ramon Berenguer al IV-lea, conte de Barcelona (d. 1162)
- Ștefan Nemanja, mare prinț al Serbiei (d. 1199)

## Decese
- 16 aprilie: Sviatopolk al II-lea, cneaz de Kiev (n. 1050)
- 2 octombrie: Mawdud, atabeg de Mosul (n. ?)
- 10 decembrie: Ridwan, emir de Alep (n. ?)
- Al-Abiwardi, poet și istoric persan (n. 1064).
- Wanyan Wuyashu, conducător al triburilor jurchenilor (n. 1061)